# Eiras e Mei
Eiras e Mei (oficialmente: União das Freguesias de Eiras e Mei) é uma freguesia portuguesa do município de Arcos de Valdevez com 6,0 km² de área e 322 habitantes (censo de 2021). A sua densidade populacional é 53,7 hab./km².

## História
Foi constituída em 2013, no âmbito de uma reforma administrativa nacional, pela agregação das antigas freguesias de Eiras e Mei com sede em Eiras.

## Demografia
A população registada nos censos foi:
| Distribuição da População por Grupos Etários | Distribuição da População por Grupos Etários | Distribuição da População por Grupos Etários | Distribuição da População por Grupos Etários | Distribuição da População por Grupos Etários | Distribuição da População por Grupos Etários |
| -------------------------------------------- | -------------------------------------------- | -------------------------------------------- | -------------------------------------------- | -------------------------------------------- | -------------------------------------------- |
| Antes da agregação                           |                                              |                                              |                                              |                                              |                                              |
| Ano                                          | 0-14 anos                                    | 15-24 anos                                   | 25-64 anos                                   | >= 65 anos                                   | Total                                        |
| 2001                                         | 51                                           | 46                                           | 219                                          | 146                                          | 462                                          |
| 2011                                         | 32                                           | 40                                           | 185                                          | 130                                          | 387                                          |
| Após a agregação                             |                                              |                                              |                                              |                                              |                                              |
| Ano                                          | 0-14 anos                                    | 15-24 anos                                   | 25-64 anos                                   | >= 65 anos                                   | Total                                        |
| 2021                                         | 16                                           | 17                                           | 129                                          | 160                                          | 322                                          |